# 熊倉正弥
熊倉 正弥（くまくら まさや、1915年-1995年）は、日本の記者、作家。神田仁人（ほうじん）とも 。

## 略歴
熊倉弥五郎の次男で、姉に島津フミヨがいる。慶應大学出身。1939年に朝日新聞社へ入社し、論説委員などを務める。

## 著書
- 『言論統制下の記者』（1988年、朝日新聞社）[5]。
- 『比例代表制 : 初の投票-これだけは知っておきたい』（1983年、朝日新聞社）
- 『世相を切る』（1977年、泰流社）
- 『選挙区制度について』（1959年、朝日新聞社調査研究室）